# جان ام. برین
جان ام. برین (به انگلیسی: John Macpherson Berrien) سناتور سابق عضو حزب ویگ بود. وی در سال ۱۸۲۵ تا ۱۸۲۹ و ۱۸۴۱ تا ۱۸۴۵ و ۱۸۴۵ تا ۱۸۴۷ و ۱۸۴۷ تا ۱۸۵۲ میلادی سناتور ایالت جورجیا در سنای ایالات متحده آمریکا بود.